# Backhousia citriodora

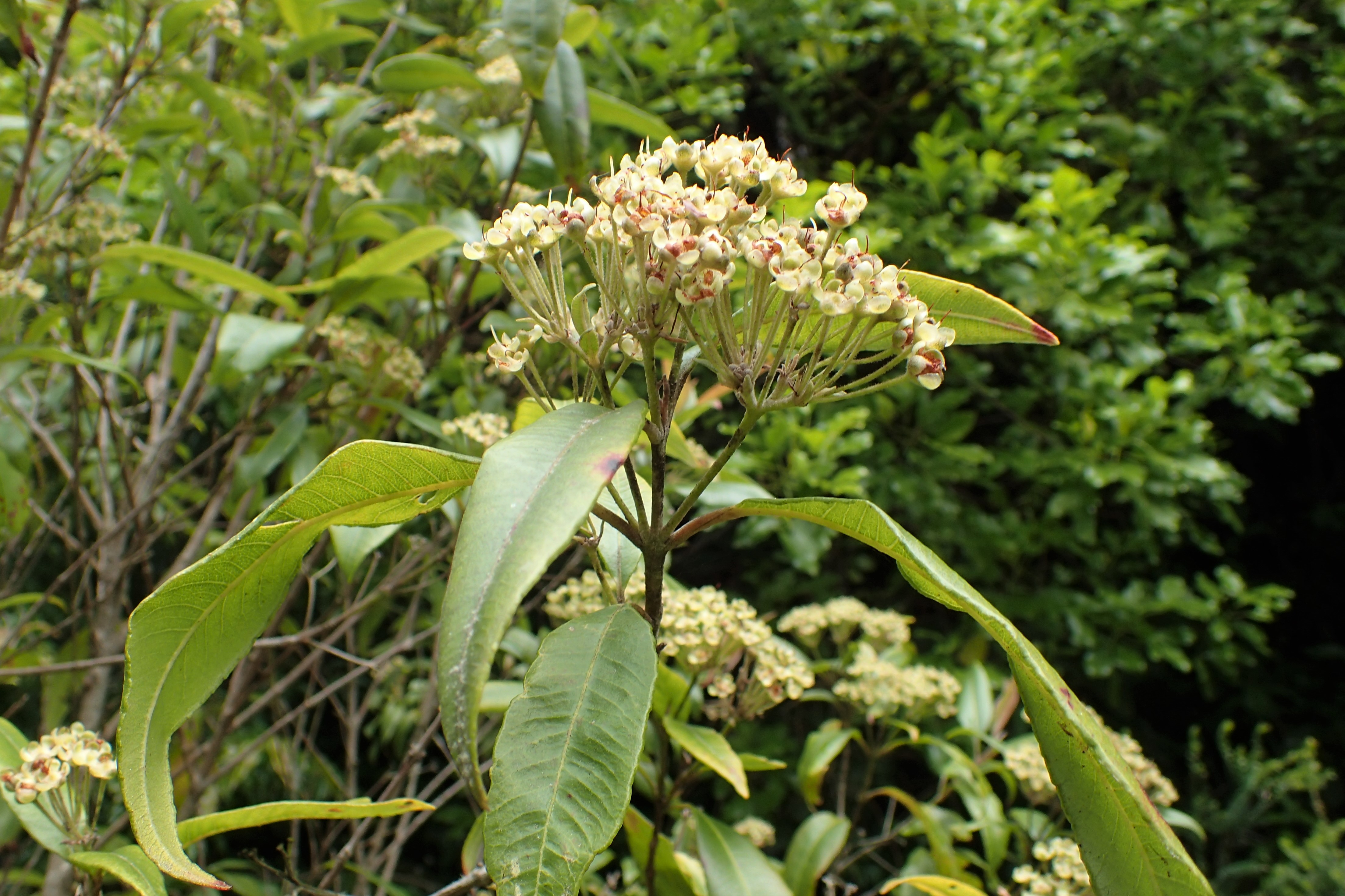
Blütenstand

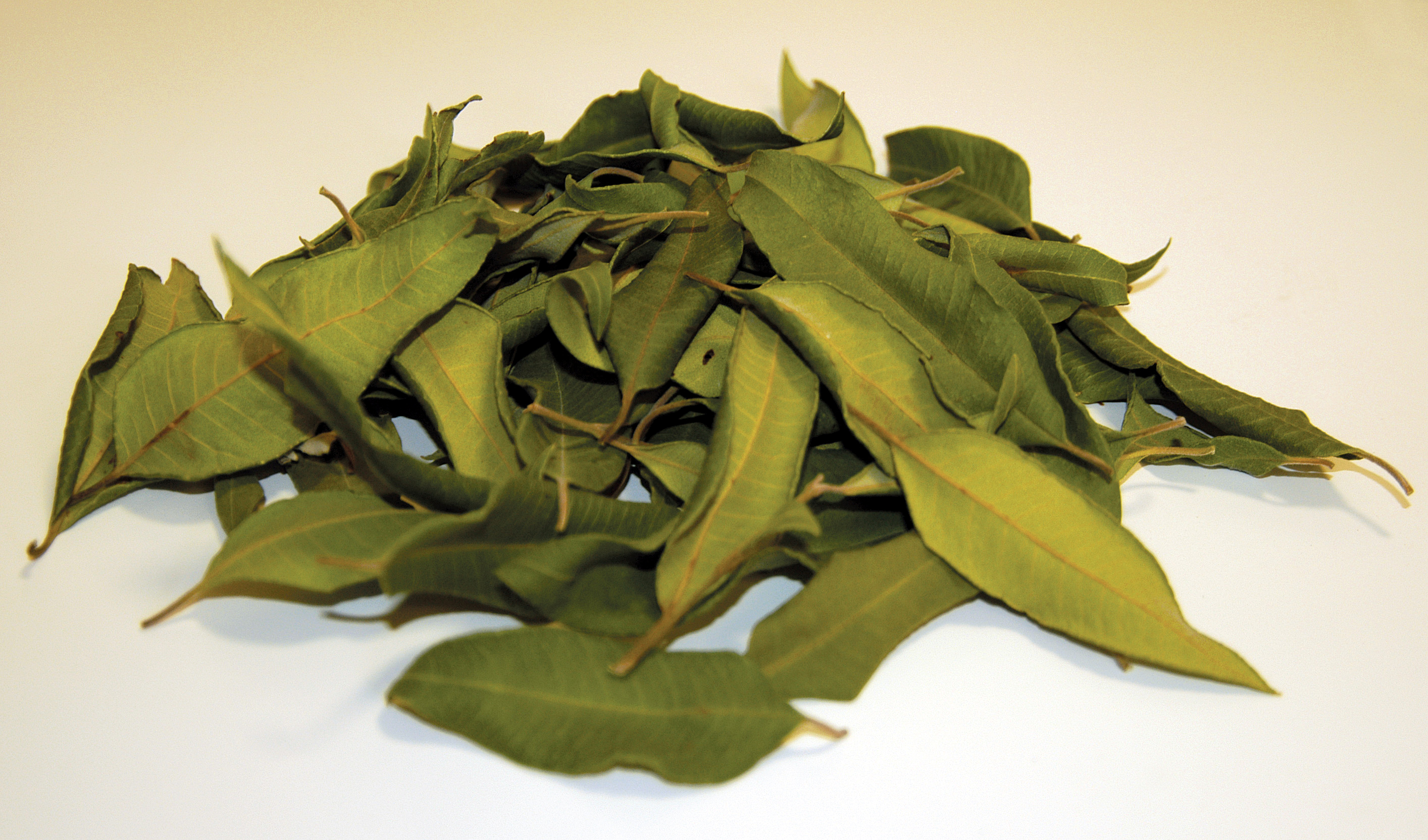
Blätter als Gewürz

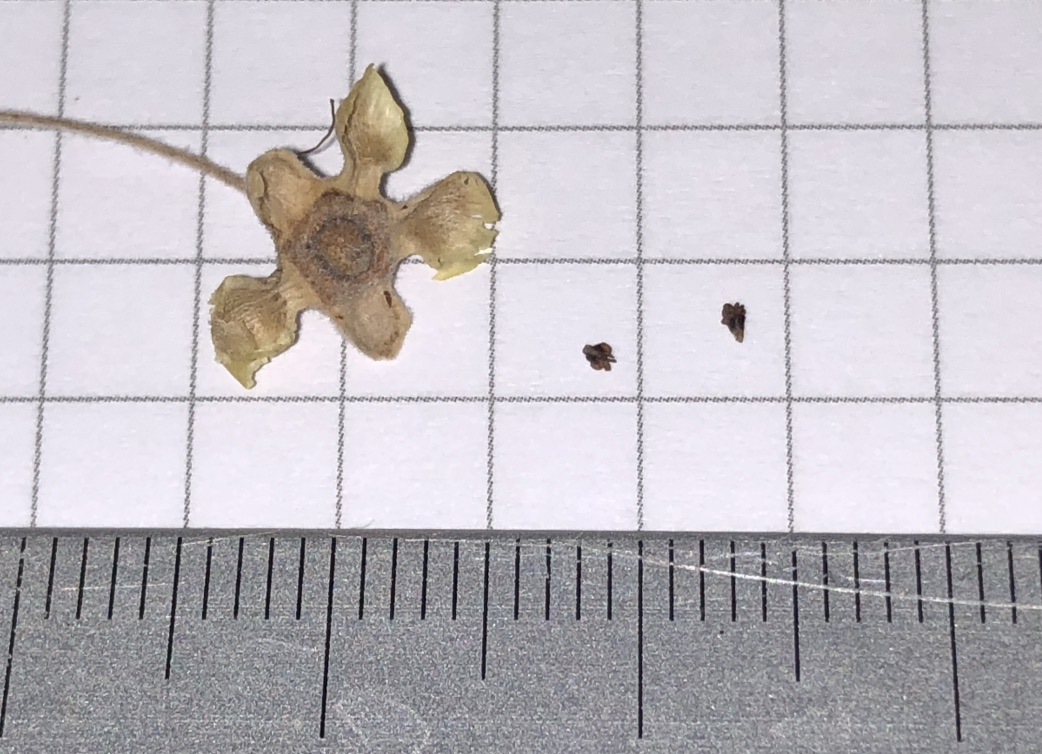
Frucht und Samen

Backhousia citriodora oder die Zitronenmyrte ist ein Baum in der Familie der Myrtengewächse aus dem nordöstlichen Australien.

## Beschreibung
Backhousia citriodora wächst als langsamwüchsiger, immergrüner Baum, seltener als Strauch, mit schlankem Stamm bis über 20 Meter hoch, in Kultur wird er nur etwa 5 Meter hoch. Der Stammdurchmesser erreicht über 30 Zentimeter, selten bis über 60 Zentimeter. Die gräulich-braune Borke ist rissig.
Die einfachen Laubblätter sind gegenständig und kurz gestielt. Der Blattstiel ist bis 1,5 Zentimeter lang. Die leicht ledrigen, gekerbten bis ganzrandigen, schmal-eiförmigen, seltener verkehrt-eiförmigen bis eilanzettlichen oder elliptischen und spitzen bis zugespitzten Blätter sind bis 15 Zentimeter lang. Die kahlen bis unterseits leicht behaarten Blätter sind mit Öldrüsen besetzt. Die Blattränder sind öfters leicht umgebogen. Die Nervatur ist fein gefiedert mit vielen Seitenadern. Es sind früh abfallende Nebenblätter vorhanden.
Es werden end- oder achselständige, zymös-doldige und behaarte Blütenstände gebildet. Die kleinen, zwittrigen und gestielten, meist fünfzähligen Blüten sind weiß mit doppelter Blütenhülle. Die Blütenstiele sind mehr als 1,3 Zentimeter lang und behaart. Es ist ein kleiner, außen behaarter Blütenbecher ausgebildet. Die ausladenden und bootförmigen, bis 5 Millimeter großen, rundlichen, außen behaarten Kelchblätter sind ungleich, die zwei größeren sind spatelförmig. Die etwas kleineren Kronblätter sind früh abfallend. Es sind viele freie, vorstehende Staubblätter vorhanden. Der zweikammerige Fruchtknoten ist halbunterständig, oberseits konisch und behaart, mit schlankem Griffel.
Es werden kleine, vielsamige und holzige, nicht öffnende Früchte, Kapselfrüchte (Scheinfrucht) im Blütenbecher mit beständigem Kelch und Griffelresten gebildet.
Die Chromosomenzahl beträgt 2n = 22.

## Verwendung
Die Blätter werden als Gewürz verwendet. Auch kann ein ätherisches Öl aus ihnen erhalten werden, welches sehr viel Citronellal enthält. Backhousia citriodora wird dafür auch in Plantagen angebaut.
Das schwere und harte Holz wird genutzt. Es ist bekannt als Lemon ironwood. Die Pflanze wird auch als Zierpflanze genutzt.